# Laguna del Salobral
La laguna del Salobral, también llamada del Conde, se sitúa en el término municipal de Luque (Córdoba) y se accede a ella por la carretera N-432 (km 345). Pertenece a la cuenca del río Guadajoz, afluente del Guadalquivir. Tiene una cubeta de 46 hectáreas y 70 de zona de máxima inundación, siendo la de mayor superficie de la provincia. Es de agua muy salobre y poca profundidad, en torno a 1,20 metros de media (2 metros máximo). La laguna del Salobral está protegida desde el año 1984 cuando se declararon las Zonas Húmedas del Sur de Córdoba como Reservas Integrales. 
En 1989, este humedal, junto con otros (Zóñar, Amarga, Rincón, Tíscar  y Jarales), fue reclasificado como Reserva Natural e incluido en el Inventario de Espacios Naturales Protegidos de Andalucía. La Zona Periférica de Protección de la Reserva Natural Laguna del Conde comprende la zona situada entre el límite de sus aguas y un radio de 500 metros.

## Origen y geología
La laguna del Salobral está situada en una llanura limitada al suroeste por los relieves calizos de la Sierra de Cabra. En concreto se desarrolla sobre las formaciones de rocas poco permeables que afloran en esta parte frontal de la Cordillera Bética, principalmente arcillas, margas, yesos y halitas. Los procesos kársticos y erosivos modelan estos materiales y favorecen el desarrollo de esta zona endorreica, cuyo llenado proviene fundamentalmente del agua de lluvia que cae directamente sobre la superficie de la laguna y de aportes de los arroyos situados dentro de su cuenca vertiente.

## Características

### El agua del Salobral
La laguna del Salobral es una laguna temporal, que alcanza un nivel de inundación máximo en primavera y disminuye el nivel en verano. El grado de salinidad de la laguna varía de hipersalina (muchas sales disueltas, 67 g/l) en los momentos de baja carga hídrica a hiposalina (pocas sales disueltas, 8 g/l) cuando la laguna está totalmente llena. Existen sales sulfatadas de sodio y magnesio. La laguna recibe sus aportes de la precipitación directa sobre la zona de máxima inundación y por la escorrentía superficial de su cuenca vertiente (1.135 hectáreas), destacando el arroyo del Carrascón. Se estima que también pueda recibir aportes de aguas subterráneas. En el pasado sucedieron varios intentos de desecación: en 1829 por parte del Conde de Luque, en 1869 por la Compañía “La Productora”, y distintos propietarios en 1892, 1897 y 1902, siendo todos ellos infructuosos.

### Vegetación
La laguna contiene una vegetación perilagunar, constituida básicamente por dos formaciones principales: un cinturón discontinuo de carrizos (Phragmites australis) que se alterna y entremezcla con bosquetes de tarajes (Tamarix spp), con un gran desarrollo y 
extensión al suroeste de la laguna coincidiendo con las entradas de los arroyos Carrascón y Quejigal. La escasa profundidad en toda la 
laguna hace posible que se establezcan en sus aguas unas praderas de vegetación sumergida que colonizada todo el fondo de la cubeta, 
(Chara galioides, Potamogeton pectinatus, Ruppia drepanensis, y Riella helicophylla).
Esta vegetación subacuática junto con los invertebrados suponen una fuente de alimento abundante para las especies de aves acuáticas. 
Existen a su alrededor cultivos de olivos y algunas pequeñas extensiones de cereal.

### Fauna
En la laguna del Conde o Salobral es habitual la presencia de: somormujos lavancos (Podiceps cristatus), ánades reales (Anas platyrhynchos), patos colorados (Netta rufina), porrones comunes (Aythya ferina), fochas comunes (Fulica atra), fochas morunas (Fulica cristata), ánades frisos (Anas strepera), zampullines comunes (Tachybaptus ruficollis), zampullines cuellinegros (Podiceps nigricollis), avefrías europeas (Vanellus vanellus), cercetas comunes (Anas crecca), silbones europeos (Anas penelope), patos cucharas (Anas clypeata), flamencos rosas (Phoenicopterus ruber), sisones (Tetrax tetrax) y malvasías cabeciblancas (Oxyura leucocephala). También puede verse algún aguilucho lagunero occidental (Circus aeruginosus), rapaz muy asociada a estos tipos de hábitats. Las grullas (Grus grus) también son aves que frecuentan estas latitudes en invierno. Debido a que la laguna se seca completamente en los años con escasas precipitaciones, no existen peces. La amenazada malvasía cabeciblanca cuenta con un enemigo, la malvasía canela, que es una especie invasora que desplaza a la primera e incluso es capaz de hibridarse con ella, haciéndole perder así su pureza genética. Por ello en las ocasiones en que se avistan malvasías canelas se procede a su control.

## Interés para la conservación y regulación

Planificación de la RN Laguna del Conde o del Salobral

Al igual que el resto de Zonas Húmedas del Sur de Córdoba, la laguna del Conde o Salobral se integra en la Red Europea Natura 2000 (Zona de Especial Protección para las Aves y Zona Especial de Conservación) junto con otras como Amarga, Tíscar, Rincón, Jarales y Zóñar. La laguna se localiza bajo la ruta migratoria que siguen muchas aves hacia el continente africano, el noreste de Europa. La Laguna del Salobral se encuentra incluida desde 2006 en la Lista de Humedales Ramsar de Importancia Internacional bajo la denominación “Lagunas del sur de Córdoba”. El Decreto 52/2011 aprobó el Plan de Ordenación de los Recursos Naturales de las Zonas Húmedas del Sur de Córdoba, por el que quedan reguladas las actividades que se pueden realizar, quedando siempre prohibido la pesca y el baño. Determinadas actividades agrícolas precisan ser autorizadas (cambios de cultivo, uso de fitosanitarios, quemas, etc.).

## Equipamientos de uso público
La Reserva Natural de la laguna del Conde o Salobral en su zona norte está acondicionada con un tramo de la Vía Verde de la Subbética, que transcurre por la antigua vía ferroviaria conocida como el tren del aceite y se extiende por los municipios de Lucena, Cabra, Doña Mencía, Zuheros y Luque. Siguiendo este tramo de la Vía Verde, por el norte de la laguna, se accede a un observatorio-mirador.